# قانون جانوران

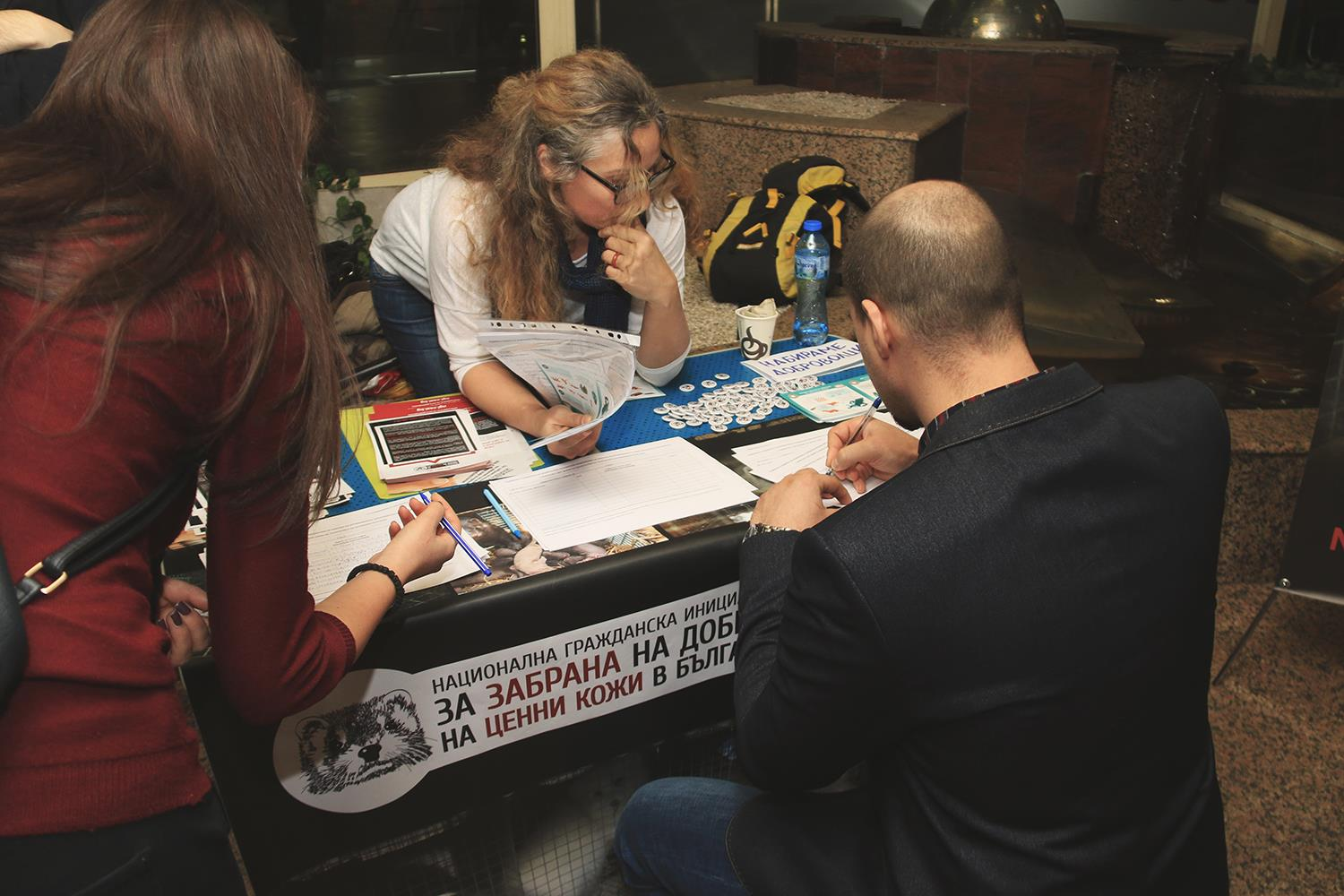
قانون جانوران

قانون جانوران، آمیزه‌ای از مقررات و قوانین پرونده‌ای است که طبق آن، طبیعت جانوران غیربشر (قانونی، اجتماعی یا زیست‌شناسانه) عامل مهمی قلمداد می‌شود. قانون جانوران، مسائل در پیوند با جانوران خانگی، حیات وحش، جانوران مورد استفاده برای سرگرمی و جانوران پرورشی برای غذا و اهداف پژوهشی را دربرمی‌گیرد. رشتهٔ در حال گسترش قانون جانوران اغلب با جنبش قوانین زیست‌محیطی به دلیل اینکه قانون جانوران با بسیاری از همان چالش‌های قانونی - راهبردی پیش روی قانون محیط زیست روبه‌رو است، همراستا و همگام بوده‌است.

## رویکردها
موضوعات حقوق جانوران دربرگیرندهٔ دامنهٔ گسترده‌ای از رویکردها - از کاوش‌های فلسفی حقوق جانوران تا بحث‌های علمی دربارهٔ حقوق بکارگیرندگان جانوران، کسانی که حقوق جانوران را در صورت وارد آمدن آسیب به شکل خشونت‌های منع شده توسط قانون پیگیری می‌کنند و آنچه که مصداق ظلم از دیدگاه قانونی است - می‌شود. قانون جانوران در بیشتر حوزه‌های سنتی علم حقوق شامل شبه‌جرم، قراردادها، حقوق جنایی و حقوق قانون اساسی نفوذ کرده و برآن تأثیرگذار است. ازجمله موضوعات مورد بررسی حقوق جانوران می‌توان موارد زیر را برشمرد:
- اختلاف‌های مربوط به نگهداری حیوانات در طلاق یا جدایی زوجین[۲][۳]
- موارد تخلفات دام‌پزشکی[۴]
- مسائل و اختلاف‌ها مربوط به مسکن از جمله سیاست‌های «بدون حیوانات خانگی» و قوانین تبعیض‌آمیز[۵]
- موارد خسارات در ارتباط با مرگ یا آسیب‌های ناشی از برخورد نامناسب با جانوران خانگی[۶]
- حقوق جنایی در پیوند با خشونت‌های خانگی و قوانین ضدظلم